# Tekken Card Challenge
Tekken Card Challenge (鉄拳カードチャレンジ Tekken Kādocharenji?) es un videojuego de Tekken lanzado para WonderSwan. Utiliza los personajes de Tekken 3, incluido un personaje jugable exclusivo del juego, Crow, que anteriormente apareció como NPC en el original.

## Jugabilidad
Tekken Card Challenge utiliza un sistema similar a su contraparte de Pokémon. Dos oponentes deben luchar a la vez, con varias cartas para diferentes maniobras y un total de 100 puntos de HP para la acumulación de daño. El jugador comienza con una mano de cuatro cartas, robando más a medida que avanza el duelo. El sistema de batalla es similar a Yu-Gi-Oh! en que los tres tipos de cartas funcionan en un patrón de piedra, papel y tijera. Las cartas de ataque se juegan unas contra otras para comparar valores, y la perdedora se descarta y deduce HP, una carta de ataque jugada contra una defensa se anula entre sí (excepto en el caso de un contador) y dos cartas de bloqueo se cancelan entre sí. También hay un pequeño sistema de malabarismo aéreo, que puede resultar bastante perjudicial si se colocan las cartas en el orden correcto.
Tekken Card Challenge también ofrece al jugador una variedad de modos de juego. Hay un modo de enlace, una batalla para un jugador y (el modo principal) Aventura, que permite al jugador desbloquear más personajes y enfrentarse a oponentes. En el modo Aventura, al jugador se le da el movimiento de un sprite de personaje en un entorno completo que se desarrolla en una cuadrícula de 15 x 15 cuadrados para atravesar. El objetivo de cada etapa es derrotar a cada "duelista" con un número limitado de pasos y obtener acceso a la salida.

## Personajes

### Personajes predeterminados
- Hwoarang
- Jin Kazama
- Ling Xiaoyu

Desbloqueable si no se selecciona en el modo Aventura

### Personajes desbloqueables
- Anna Williams
- Bryan Fury
- Doctor Geppetto Bosconovitch
- Eddy Gordo
- Forest Law
- Gun Jack
- Heihachi Mishima
- Julia Chang
- King II
- Kuma II
- Lei Wulong
- Mokujin
- Nina Williams
- Ogre
- Panda
- Paul Phoenix
- Yoshimitsu

### Personaje no jugable
- True Ogre